# 梁济运河
梁济运河位于中国山东省西南部，因地处梁山县与济宁市之间而得名，属于京杭大运河的一部分。今梁济运河北起梁山县北部小路口镇国那里村，与黄河相接，东南流经梁山县中部，沿嘉祥县与汶上县边界，进入济宁市，最后于济宁市郊区李集村西南注入南阳湖。全长87.8公里，流域面积3306平方公里。梁济运河具有航运、输水、排洪、灌溉等综合功能。是1959年开挖的防洪排涝、灌溉航运以及南水北调输水的大型综合利用的新运河。1960年春为了排泄东平湖的滞黄退水，疏浚了梁济运河长河口至长沟镇36千米的河道。1967年因航运需要按六级航道（100吨驳船，一拖五驳）标准整治。为使梁济运河与黄河沟通，兴建了国那里入黄船闸。1970年梁山至济宁开始通航，但后由于河道逐渐淤积和入黄船闸达不到黄河防汛要求待原因，于1981年封堵并停止使用。以后逐渐改为防洪功能为主的河道。